# Tonka Tomičić

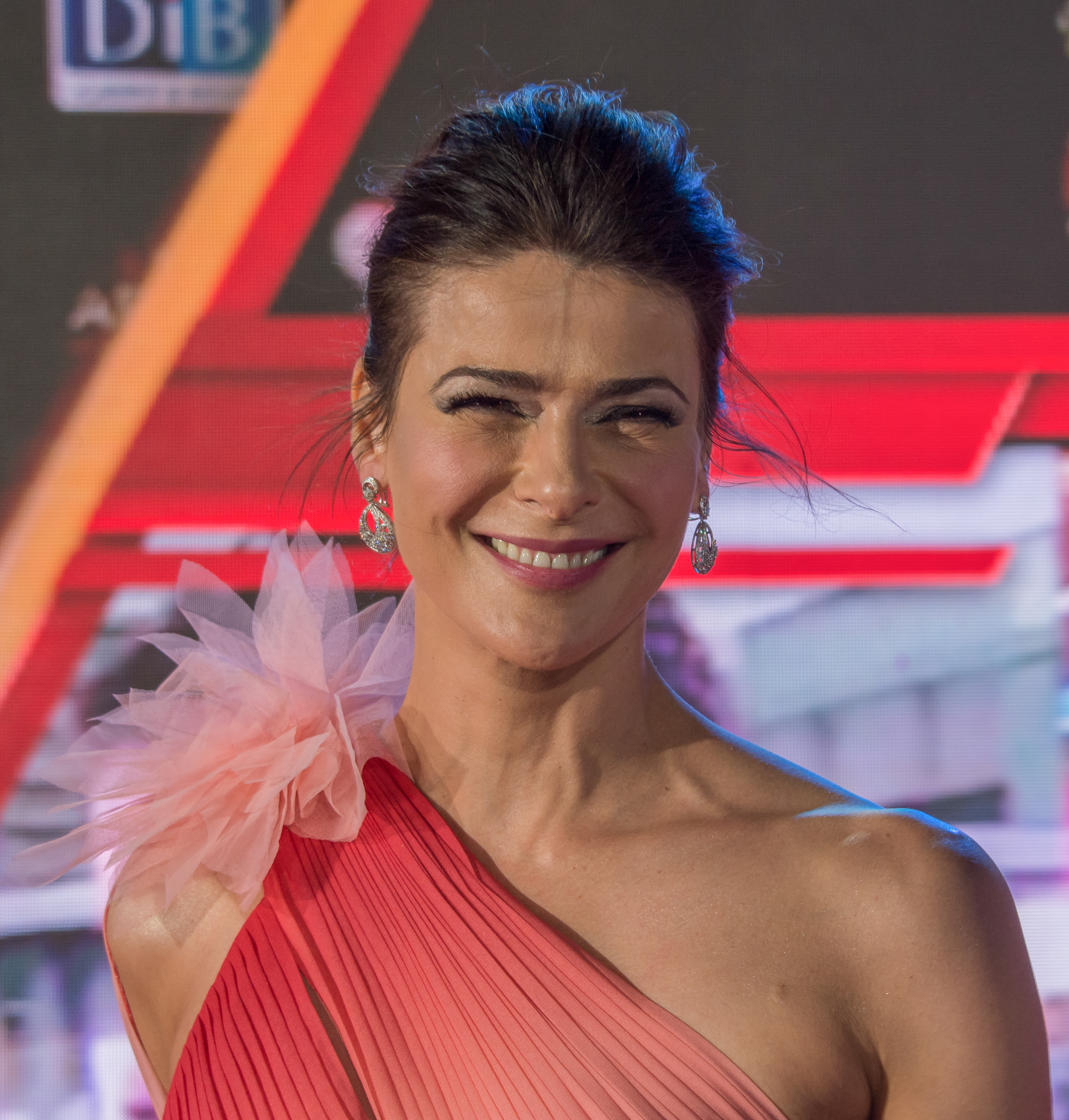
Tonka Tomičić Petrić (2018)

Tonka Tomičić Petrić (* 31. Mai 1976 in Antofagasta, Chile) ist ein chilenisch-kroatisches Model, Schauspielerin und Fernsehmoderatorin.

## Leben
Als Tochter kroatischer Auswanderer wuchs sie in La Florida, einem Stadtteil von Santiago de Chile auf. 1995 wurde sie zur Miss Chile gekrönt. Sie vertrat ihr Land auch bei der damaligen Wahl zur Miss World in Sun City, Südafrika. Sie ging in Providencia auf das College of the Sacred Heart.

## Filmografie

### TV-Moderation
- 2002: Los 10+ pedidos (MTV Latin America) als VJ
- 2002: Combinado nacional (Megavisión)
- 2002: La mañana del 13 (Canal 13)
- 2002: Pase lo que pase (TVN)
- 2003: La gran sorpresa (TVN)
- 2005–2009: Buenos días a todos (TVN)
- 2007–2008: Festival de Viña del Mar (TVN und Canal 13)
- 2010: El hormiguero (Canal 13)
- 2010: La movida (Canal 13)
- 2010: Tonka Tanka (Canal 13)
- 2010: Fear Factor Chile (Canal 13)
- 2011: Año 0 (Canal 13)
- Seit 2011: Bienvenidos (Canal 13)
- 2012: Mundos opuestos (Canal 13)
- 2012: No basta con ser bella: Miss Chile 2012 (Canal 13) als Jury
- Seit 2013: Proyecto Miss Chile (Canal 13)

### TV-Schauspielerin
- 2008: Hijos Del Monte (TVN) als Tonka Tomicić
- 2010: Primera Dama (Canal 13) als Tonka Tomicić
- 2011: Asesora sin Hogar (Canal 13) als Soledad Cazas/Contemplación Sanhueza